# La Capilla (Sullana)
La Capilla (también conocida como La Lechera) es un caserío peruano ubicado en el distrito de Sullana, perteneciente a la provincia homónima del departamento de Piura, al norte del Perú. 

## Ubicación
La Capilla se ubica al oeste de la provincia de Sullana, en el distrito homónimo, en el departamento de Piura. 

## Demografía
En 2017 La Capilla tenía una población de 444 habitantes.